# Аристарх
Ариста́рх — мужское личное имя греческого происхождения; восходит к др.-греч. Ἀρίσταρχος («Аристархос») — двухосновному греческому имени (образованного от ἄριστος — «самый лучший» и ἄρχω — «повелеваю, властвую»). «Аристархос» в греческой мифологии — один из эпитетов Зевса.
В христианском именослове имя Аристарх соотносится с апостолом «от семидесяти» Аристархом, согласно преданию, принявшим вместе с апостолом Павлом мученическую смерть во времена правления императора Нерона; его имя неоднократно упоминается в книгах Нового Завета. В некоторых раннехристианских источниках упоминаются два апостола «от семидесяти» с именем Аристарх.
Разговорные формы: Алистар, Алистарх, Елистрах, Листар, Листарх, Еристар и другие.

## Именины
28 апреля и 10 октября